# Левашёво (Алексеевский район)
Левашёво — село в Алексеевском районе Татарстана. Административный центр и единственный населённый пункт Левашевского сельского поселения.

## География
Находится в западной части Татарстана на расстоянии приблизительно 20 км по прямой на юго-юго-запад от районного центра Алексеевское вблизи автомобильной дороги Алексеевское-Базарные Матаки.

## История
Основано во первой половине XVIII века. Упоминалось также как Архангельское. В начале XX века здесь имелись две церкви Владимирская (1870 года постройки) и Михаило-Архангельская.

## Население
Постоянных жителей было: в 1782 — 284 души мужского пола, в 1859 — 1033, в 1897 — 1520, в 1908 — 2009, в 1920 — 1502, в 1926 — 1258, в 1938 — 946, в 1949 — 622, в 1958 — 713, в 1970 — 616, в 1979 — 531, в 1989 — 393, в 2002 — 412 (русские 75 %), 400 — в 2010.